# Lihai (köpinghuvudort i Kina, Zhejiang Sheng, lat 30,12, long 120,76)
Lihai är en köpinghuvudort i Kina. Den ligger i provinsen Zhejiang, i den östra delen av landet, omkring 59 kilometer öster om provinshuvudstaden Hangzhou. Antalet invånare är 51 818. Befolkningen består av 26 809 kvinnor och 25 009 män. Barn under 15 år utgör 11,0 %, vuxna 15-64 år 73 %, och äldre över 65 år 14,0 %.
Runt Lihai är det tätbefolkat, med 790 invånare per kvadratkilometer. Närmaste större samhälle är Shangyu, 15,9 km sydost om Lihai. Trakten runt Lihai består till största delen av jordbruksmark.
Genomsnittlig årsnederbörd är 1 912 millimeter. Den regnigaste månaden är juni, med i genomsnitt 316 mm nederbörd, och den torraste är november, med 74 mm nederbörd.